# Rosalind Picard
Rosalind Picard   (Massachusetts, 17 de maig de 1962) Rosalind Wright Picard. És fundadora i directora del Grup de Recerca en Computació Afectiva en el Media Lab de l'Institut Tecnològic de Massachusetts (MIT), codirectora de “Things That Think Consortium” (al costat d'H. Ishii i J. Paradiso), que reuneix a empreses i investigadors per estudiar l'ús de la informàtica i les comunicacions dels ordinadors convencionals en objectes quotidians, des de joguines a electrodomèstics, o millores en la conducció; i capdavanter de la Iniciativa d'”Autism Communication Technology Initiative”, Tecnologia de la Comunicació de l'Autisme, consistent a tractar d'aplicar la intel·ligència robòtica en l'estudi de l'autisme.

## Biografia
Va estudiar Enginyeria Elèctrica en l'Institut de Tecnologia de Geòrgia, on es va llicenciar l'any 1984, i va estudiar el màster i el doctorat, tant en Enginyeria Elèctrica i Ciències de la Computació, en l'Institut de Tecnologia de Massachusetts (MIT), l'any 1991.
Mentre realitzava els seus estudis de doctorat va treballar com a personal tècnic per AT&T Bell Laboratories on va dissenyar xips VLSI (Very Large Scale Integration), circuit integrat per a processament de senyals digitals, i va desenvolupar nous mètodes de compressió i anàlisi d'imatges.
Després de doctorar-se va iniciar la seva etapa com a professora del Media Lab del MIT Mitjana Lab, sent la primera dona a aconseguir tots els nivells, des de Professora ajudant a Full Professor (equivalent a Catedràtic).
Una de les aportacions més creatives de Rosalind Picard ha estat la línia de recerca denominada “Computació Afectiva”, sent la capdavantera el grup de recerca amb aquest títol en el Mitjana Lab del MIT.
Un altre camp de recerca que desenvolupa simultàniament a l'anterior consisteix a tractar d'aplicar la intel·ligència robòtica en l'estudi de l'autisme. Els Trastorns de l'Espectre Autista són un complex grup de desordres caracteritzats per la deficiència en la comunicació i socialització, i per la gamma limitada (i freqüentment poc usual) d'interessos de l'individu. Aquestes característiques són les que han permès a Picard fomentar l'ús de tecnologies aplicades en la robòtica per millorar i accelerar el ritme de la recerca i la teràpia d'autisme; d'aquesta manera, al costat del seu equip, ha desenvolupat una eina que permet a una persona amb autisme monitorar les seves pròpies reaccions facials amb l'objectiu d'entrenar-li en el reconeixement de senyals socials en els altres, és el conegut com SP (Emotional-Social intelligence Prosthesis).
Rosalind s'autodefinia quan era jove com a atea, però es va convertir al cristianisme ja adulta i es va transformar en una activa defensora de les creences religioses, fins i tot ha donat conferències, tan formals (com la integrant en el curs “God and Computers” en el MIT) com a informals sobre les seves creences, i té una pàgina personal en la qual es fan nombroses referències a aquest tema.
L'any 1988 va contreure matrimoni amb Len Picard, amb qui va tenir tres fills. La família Picard viu en Newton, Massachusetts.

## Mèrits i publicacions
Rosalind va rebre premis i distincions al llarg de tota la seva carrera, iniciant-se quan era estudiant, moment en el qual va rebre des de 1980 a 1983 la Beca de la Fundació de l'Institut de Tecnologia de Geòrgia.
Rosalind Picard és autora de prop de dos-cents articles científics i capítols de llibres sobre el modelatge de senyals multidimensional, la visió artificial, reconeixement de patrons, aprenentatge automàtic, i la interacció persona-ordinador (IPO).
En 1997 va publicar el llibre Affective Computing, en el qual defensa que la intel·ligència dels ordinadors i la seva capacitat d'interactuar de manera natural amb els humans, implica dotar-los de l'habilitat de reconèixer, entendre i fins i tot tenir i expressar emocions. Així sorgeix un grup de recerca que combinen l'enginyeria i ciències de la computació amb la psicologia, la ciència cognitiva, la neurociencia, la sociologia i molts altres aspectes.
Al costat de T. Minka, va publicar un treball anomenat Interactive Learning using a ‘Society of Models', publicat en Pattern Recognition, el qual va rebre el premi al millor article de la Pattern Recognition Society (Associació Internacional per al Reconeixement de Patrons (IAPR)) en 1997.
També és coautora de diverses patents: O.S. Patent 5,706,416, O.S. Patent 6415176, Docket No. IS01739AI.
A més, col·labora regularment amb la indústria i ha estat treballat com a consultora per a empreses tals com Apple, AT & T, BT, HP, iRobot i Motorola.
Ha format part del Comitè de Consulta de la NSF (National Science Foundation) en la divisió CISE (Computer, Information Science and Engeneering).
Va rebre, al costat de Kort i Reilly, el premi al millor treball de la teoria afecta en l'aprenentatge humà l'any 2001.
En 2005 va ser nomenada Fellow del IEEE per les seves contribucions a l'anàlisi d'imatge i vídeo i de computació afectiva.
Va rebre, l'any 2013, al costat de McDuff, Kaliouby i Demirdjian, el premi de la cara i paper Gesto per al treball amb les expressions facials.